# Paul Beau (ferronnier)
Pour les articles homonymes, voir Paul Beau et Beau (homonymie).
Paul Beau (1871-1949) est un ferronnier, antiquaire et horloger canadien.

## Biographie
Paul Beau est né à Montréal le 1er novembre 1871 de parents d'origine française. Il fréquente le Collège Notre-Dame avant de devenir marchand d'antiquités et horloger. Il ouvre sa propre boutique en 1897 sur la rue Sainte-Catherine à Montréal. À partir de 1906, la boutique offre des objets de ferronnerie d'art. En 1915, Paul Beau déménage au 291 de la rue de la Montagne où il demeure jusqu'en 1922. 
Son travail de ferronnier se divise en deux secteurs, celui des objets en cuivre, en laiton ou en tôle qu'il conçoit et vend dans sa boutique, et celui des réalisations en fer forgé pour des architectes. Il se situe au moment d'un renouveau d'intérêt pour le métal ouvré fait la main. Ses plats, ses vases, ses pichets, ses boîtes et ensembles de bureau s'apparentent à l'orfèvrerie, bien que Paul Beau n'ait jamais travaillé l'argent. Il aime jouer sur les contrastes des matériaux, un corps en laiton et des ornements en cuivre rouge. Il dessine ses propres motifs, fleur de lis ou soleil radié, en prenant soin de conserver l'individualité de ses objets qui se distinguait également de la production industrielle par les coups de marteau pour souligner la fabrication manuelle. Le métal est souvent traité à l'acide pour obtenir une patine brun foncé. Il présente son travail à diverses expositions et connait une bonne réputation. 
En 1913, il devient membre du Arts Club of Montreal dont font partie des artistes, des architectes et des hommes d'affaires. Le but de l'organisme est de promouvoir la diffusion des arts à Montréal. Paul Beau est appelé à fabriquer des lampes, des chenets, et des cendriers pour les locaux du club. Cleveland Morgan lui achète plusieurs de ses œuvres qui font aujourd'hui partie des collections du Musée des beaux-arts de Montréal.
Il attire bientôt l'attention des architectes, notamment William Sutherland Maxwell qui lui confiera plusieurs commandes, tels des accessoires de cheminée, des ferrures de porte, des grilles, des lanternes, des hottes et des girouettes. Son nom est associé à l'édifice du Parlement de Régina pour qui il réalise des garnitures de foyer et de luminaires, mais surtout à la Colline du Parlement à Ottawa. Le projet de reconstruction à la suite de l'incendie de 1916 occupe Paul Beau durant six ans. C'est lui dirige l'atelier de fer forgé. L'atelier avait pour tâche de réaliser les pièces de fer conçues par le cabinet de l'architecte en chef. Il devait produire les garnitures en fer pour les 73 foyers de la Chambre des Communes et du Sénat, des balustrades, des ferronneries et des poignées des portes d'entrée. C'est également lui qui est responsable des pupitres de la Chambre des Communes pour lesquels il crée les calendriers, les sceaux et les encriers. On doit aussi à Paul Beau les grilles en fer forgé de l'église St-Andrew and St-Paul à Montréal et les rampes en bronze du grand escalier du Musée des beaux-arts de Montréal.
La Seconde Guerre mondiale met un frein à sa carrière en raison de la rareté du métal, réservé à l'armement militaire, et de la diminution des commandes. Oublié et acculé à la pauvreté, Paul Beau met fin à ses jours le 7 juillet 1949 à 77 ans. Il est considéré comme un pionnier du renouveau de la ferronnerie d'art au Canada.
Paul Beau est le frère du peintre Henri Beau. 

## Musées et collections publiques
- Musée canadien de l'histoire[4]
- Musée des beaux-arts du Canada[5]
- Musée des beaux-arts de Montréal
- Musée national des beaux-arts du Québec[6]